# ابن بلخی
ابن بلخی (درگذشته پس از ۵۱۱ ق) تاریخ‌نگار نیمه اول سده ۶ هجری قمری نویسندهٔ کتاب فارسنامه است که بین سال‌های ۴۹۸ تا ۵۱۱ ه‍.ق نوشته شده است. نام او نادانسته است و نخستین بار حمدالله مستوفی وی را با این نام (ابن بلخی) ذکر می‌کند. ابن بلخی خود در فارسنامه می‌نویسد بلخی‌نژاد است ولی در فارس بزرگ شده است. از وی جز فارسنامه اثر دیگری به دست نیامده است ولی خود نوشته است که بر آن بود تا کتاب تاریخ دیگری از زمان پیامبر اسلام تا دوران خود بنویسد.